# Estilo Vasilikí

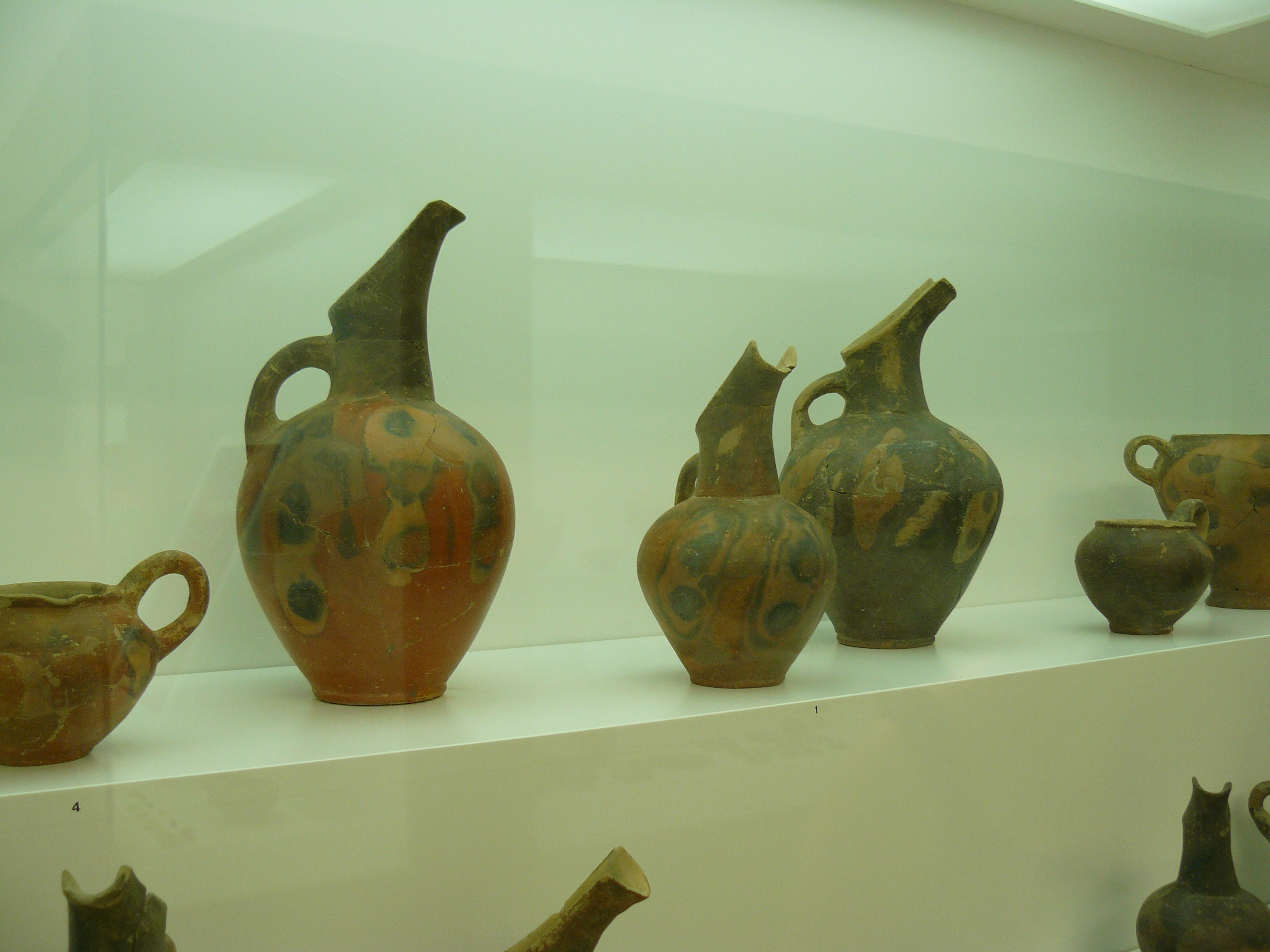
Tres jarras del estilo Vasilikí en el museo de Agios Nikolaos.

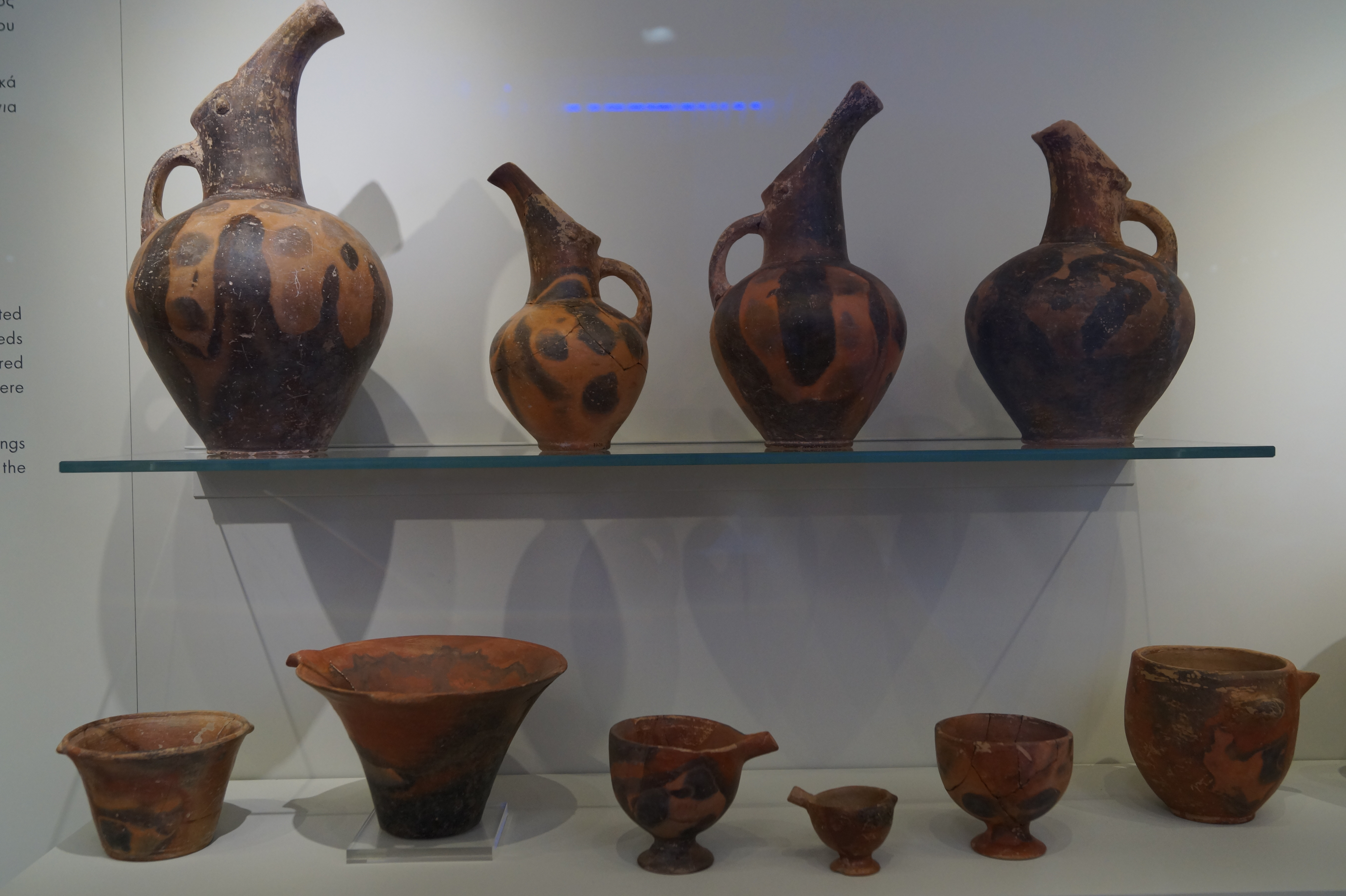
Cerámica del estilo Vasilikí en el museo arqueológico de Heraclión.

El estilo Vasilikí hace referencia a un estilo cerámico minoico desarrollado en el período Minoico Antiguo o Prepalacial (entre los años 2600 y 2300 a. C.) en la isla de Creta. Dichas cerámicas también son llamados productos flameados.
El nombre deriva del descubrimiento de una colección de jarras de fondo plano, teteras, platos y otras tazas, en este estilo, encontradas en el yacimiento de Vasilikí, que toma su nombre del pueblo homónimo, en el municipio de Ierápetra, en la unidad periférica de Lasithi de la isla cretense.
La característica principal de este estilo es que tiene una superficie flameada adornada con diferentes colores, que se logró mediante una combustión no uniforme.
La producción de cerámica se limitó a la parte oriental de Creta. En el año 1900, el arqueólogo británico David George Hogarth encontró en el cañón de Zakros una taza creada en este estilo. Durante las excavaciones de 1904 en Vasiliki por Richard Berry Seager se llegaron a encontrar hasta 180 vasos de este nuevo estilo.